# دراغانا ستانكوفيتش
دراغانا ستانكوفيتش (بالصربية: Драгана Станковић) مواليد 18 يناير 1995 في صربيا والجبل الأسود، هي لاعبة كرة سلة صربية. بدأت مسيرتها الاحترافية في سنة 2010. تم اختيارها من قبل فريق سان أنطونيو ستارز خلال الدرافت. وتحمل الرقم 11. مثلت منتخب بلادها. شاركت في دورة الألعاب الأولمبية الصيفية سنة 2016.

## الميداليات
| الميدالية | المسابقة                       |
| --------- | ------------------------------ |
| برونزية   | الألعاب الأولمبية الصيفية 2016 |

## روابط خارجية
- دراغانا ستانكوفيتش على موقع الاتحاد الدولي لكرة السلة (الإنجليزية)
- دراغانا ستانكوفيتش على موقع كرة السلة الأوروبية.كوم (الإنجليزية)
- دراغانا ستانكوفيتش على موقع بروبوليرز (الإنجليزية)
- دراغانا ستانكوفيتش على موقع سبورتس رفرنس (الإنجليزية)
- دراغانا ستانكوفيتش على موقع سبورتس رفرنس (الإنجليزية)
- دراغانا ستانكوفيتش على موقع اللجنة الأولمبية الدولية (الإنجليزية)
- دراغانا ستانكوفيتش على موقع أوليمبيديا (الإنجليزية)
- دراغانا ستانكوفيتش على موقع اللجنة الأولمبية الصربية (الصربية)